# (5268) Černohorský
(5268) Černohorský, désignation internationale (5268) Cernohorsky, est un astéroïde de la ceinture principale.

## Description
(5268) Cernohorsky est un astéroïde de la ceinture principale. Il fut découvert le 26 octobre 1971 à Bergedorf par Luboš Kohoutek. Il présente une orbite caractérisée par un demi-grand axe de 2,65 UA, une excentricité de 0,26 et une inclinaison de 14,3° par rapport à l'écliptique.

## Compléments